# Andy Biggs

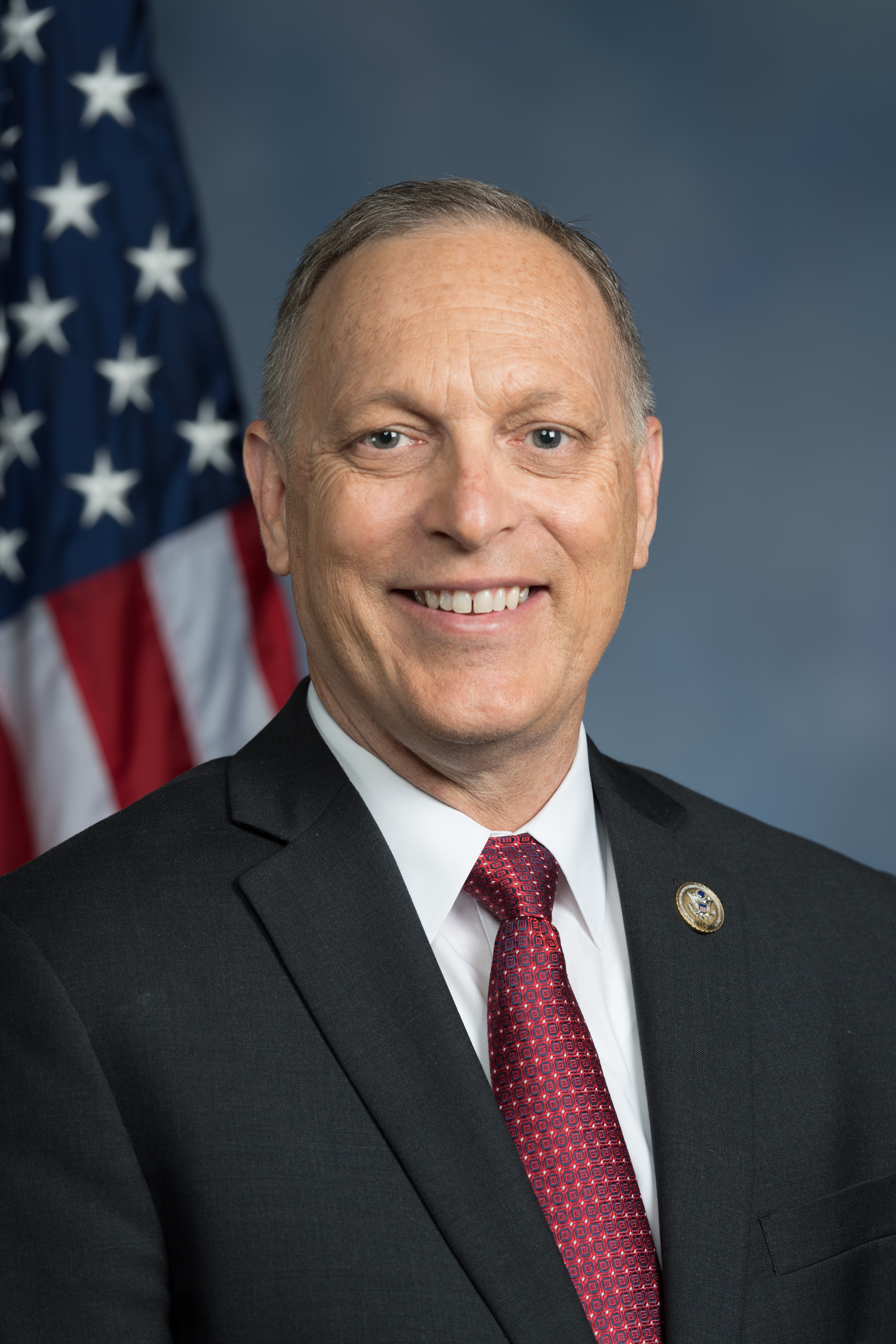
Andy Biggs (2018)

Andrew Steven „Andy“ Biggs (* 7. November 1958 in Tucson, Pima County, Arizona) ist ein US-amerikanischer Politiker der Republikanischen Partei. Seit Januar 2017 vertritt er den fünften Distrikt des Bundesstaats Arizona im US-Repräsentantenhaus.

## Werdegang
Andy Biggs absolvierte bis 1982 die Brigham Young University mit einem Bachelor of Arts in Politikwissenschaften. Danach studierte er Jura an der University of Arizona, was er 1984 mit dem J.D. (Juris Doctor) abschloss. Nach seiner Zulassung als Rechtsanwalt begann er in diesem Beruf zu arbeiten. Im Jahr 1999 erlangte er einen Master of Arts an der Arizona State University in Asiatischen Studien.
Er lebt mit seiner Frau Cindy in Gilbert (Arizona). Das Paar hat sechs gemeinsame Kinder.

## Politik
Politisch schloss er sich der Republikanischen Partei an. Zwischen 2003 und 2011 saß er im Repräsentantenhaus von Arizona; seit 2011 gehörte er dem Staatssenat an. Dort war er bis 2013 Fraktionsführer der Republikaner (Minority Leader). Seit 2013 war er als Majority Leader Präsident der Kammer.
Bei den Kongresswahlen des Jahres 2016 wurde Biggs im fünften Wahlbezirk von Arizona in das US-Repräsentantenhaus in Washington, D.C. gewählt, wo er am 3. Januar 2017 die Nachfolge von Matt Salmon antrat, der nicht mehr kandidiert hatte. Er konnte die Wahl 2018 und Wahl 2020 ebenfalls gewinnen. Die Primary (Vorwahl) seiner Partei für die regulären Wahlen 2022 konnte er mit fast 100 % klar gewinnen. Er trat am 8. November 2022 erneut gegen Javier Garcia Ramos von der Demokratischen Partei, den er in der vorhergehenden Wahl besiegen konnte sowie den unabhängigen Clint Smith an. Er konnte die Wahl mit 56,7 % der Stimmen für sich entscheiden und war dadurch auch im Repräsentantenhaus des 118. Kongresses vertreten. Bei der folgenden Vorwahl 2024 hatte Biggs keinen parteiinternen Herausforderer und war wie die ebenfalls herausfordererlose Demokratin Katrina Schaffner für die Hauptwahl gesetzt. Biggs setzte sich in der Hauptwahl zum 119. Kongress mit 60,4 gegen Schaffer durch.
Seine aktuelle, insgesamt fünfte Legislaturperiode im Repräsentantenhaus des 119. Kongresses läuft noch bis zum 3. Januar 2027.

### Ausschüsse
Er ist aktuell Mitglied in folgenden Ausschüssen des Repräsentantenhauses:
- Committee on Oversight and Reform
  - Civil Rights and Civil Liberties
  - Government Operations
- Committee on the Judiciary
  - Crime, Terrorism and Homeland Security (Ranking Member)
  - Immigration and Citizenship

### Kontroversen
Biggs gehörte zu den Mitgliedern des Repräsentantenhauses, die bei der Auszählung der Wahlmännerstimmen bei der Präsidentschaftswahl 2020 für die Anfechtung des Wahlergebnis stimmten. Präsident Trump hatte wiederholt propagiert, dass es umfangreichen Wahlbetrug gegeben hätte, so dass er sich als Sieger der Wahl sah. Für diese Behauptungen wurden keinerlei glaubhafte Beweise eingebracht. Der Supreme Court wies eine entsprechende Klage mit großer Mehrheit ab, wobei sich auch alle drei von Trump nominierten Richter gegen die Klage stellten.
Am 3. Oktober 2023 war er einer der acht republikanischen Abgeordneten, die für die Abwahl des republikanischen Sprechers des Repräsentantenhauses Kevin McCarthy stimmten.